# Électre (Jean Giraudoux)
Pour les articles homonymes, voir Électre (homonymie).
 (juin 2009).
Si vous disposez d'ouvrages ou d'articles de référence ou si vous connaissez des sites web de qualité traitant du thème abordé ici, merci de compléter l'article en donnant les références utiles à sa vérifiabilité et en les liant à la section « Notes et références ».
Électre est une pièce de théâtre en deux actes de Jean Giraudoux, représentée pour la première fois le 13 mai 1937 au théâtre de l'Athénée dans une mise en scène de Louis Jouvet, avec des costumes dessinés par Dimitri Bouchène.
Agamemnon, le Roi des Rois, a sacrifié sa fille Iphigénie aux dieux. Sa femme Clytemnestre, aidée de son amant, Égisthe, l'assassine à son retour de la guerre de Troie. Oreste, le fils, est banni. Reste Électre, la seconde fille : « Elle ne fait rien, ne dit rien. Mais elle est là. » Aussi Égisthe veut-il la marier au jardinier du palais afin de détourner sur « la famille des Théocathoclès tout ce qui risque de jeter quelque jour un lustre fâcheux sur la famille des Atrides ».
Passage épique de l'Odyssée d'Homère, repris ensuite, sous forme de tragédie, aux débuts de celle-ci par Eschyle, Sophocle et Euripide au Ve siècle avant notre ère, l’Électre de Giraudoux apparaît comme la réécriture de la réécriture d'un mythe. Avec de nombreuses modifications, notamment le rôle du couple bourgeois comme un mirage burlesque du couple tragique, Électre est une des nombreuses preuves de l'intemporalité de la tragédie. Écrite en 1937, il s'agirait en effet d'une « tragédie bourgeoise », selon Jean Giraudoux lui-même.
Après la tragique mort d'Agamemnon, roi d'Argos assassiné à son retour de Troie, Électre, fille de celui-ci et de la reine Clytemnestre, cherche le coupable tout en ressentant une haine inexplicable pour sa mère. L'arrivée d'Oreste, son frère exilé depuis le mystérieux assassinat, et les confessions d'adultère faites par la femme du président du sénat à celui-ci aideront Électre dans sa quête qui la mènera finalement à être l'objet de la malédiction qui pèse sur sa famille. Le personnage éponyme dirige son frère et s'affirme, c'est réellement le personnage principal.

## L'interprétation nouvelle du mythe d'Électre par Giraudoux

### La recherche de la vérité
Contrairement aux tragédies de Sophocle, d'Eschyle, et d'Euripide où Électre connait depuis le début l'adultère de sa mère et le meurtre d'Agamemnon, ici elle met au jour, dans l'acte deux, ces forfaits qu'Égisthe et Clytemnestre avaient dissimulés. « Je montre la lutte que livre une jeune fille pour la découverte d'un énorme crime. C'est, si vous voulez, une pièce policière. »
C'est d'abord une haine profonde et sans raison probante envers sa mère qui s'illustre dans une querelle à propos d'un fait vieux de vingt ans (acte I, scène 4). À la suite d'une nuit passée avec son frère où Électre revoit en rêve le cadavre de son père et comprend que sa mort n'a pas pu être accidentelle et de la discussion entre Agathe et son amant (acte II, scène 2), l'héroïne a acquis la certitude que sa mère a tué Agamemnon et qu'elle a un amant. Mais elle ignore encore son identité qui lui fournirait le mobile du crime : « Mais le nom de ton amant va tout  éclairer, va tout nous dire, n'est-ce pas ? » (acte II, scène 5). C'est quand Agathe avoue à son mari qui se sait trompé qu'un de ses amants est Égisthe que Clytemnestre se confond en criant « Menteuse ! » (acte II, scène 6).
Pour justifier cette découverte progressive du crime, le dramaturge a dû apporter de nombreuses modifications au détail de la légende, ce qui n'a pas toujours convaincu les critiques soucieux de vraisemblance et de tradition : « Vivant dans le palais, elle a attendu si longtemps pour tout deviner ? »

### L'apport d'épisodes et de personnages nouveaux

#### La transformation divine d'Égisthe
Ce que pressentait le mendiant dans l'acte I, c'est-à-dire l'incarnation de la figure du roi dans Égisthe, va s'accomplir dans l'acte II. Celui-ci, « sur la colline qui surplombe Argos », reçoit des puissances supérieures la vision complète et véritable de cette ville, ainsi que la ville elle-même et tout ce qui la compose. Ce don fait de lui, « le jouisseur, le parasite, le fourbe », un nouvel homme, conscient de ces crimes mais qui n'en serait plus responsable car « le sacre purifie tout » selon le mendiant. Ce n'est bien sûr pas de l'avis d'Électre, qui critique « l'hypocrisie des dieux, leur malice ». En effet, sa tâche de condamner un coupable est plus dure car celui-ci devient honorable. En outre, cet homme est prêt à se conformer à la justice d'Électre, mais après avoir sauvé cette ville à laquelle il tient désormais tant.
Un dilemme moral s'impose : faut-il laisser Égisthe sauver sa ville des Corinthiens en le laissant devenir roi (en effet, l'armée le réclame à sa tête) ou faut-il l'en empêcher car la patrie ne pourrait être dirigée par des mains sanglantes ?
Or pour devenir roi il faudrait qu'Égisthe épouse Clytemnestre, ce qu'Électre refuse car cela serait une légitimation de l'adultère et une récompense pour les crimes qu'ils ont commis.

#### La guerre avec les Corinthiens
Dans l'acte II, on apprend qu'Argos est menacé par une invasion surprise des Corinthiens. Cet épisode peu vraisemblable a été inventé par Giraudoux pour ajouter une urgence à la fin de la pièce.

#### Le mendiant, le mélange du dieu et du chœur
Personnage totalement nouveau par rapport aux pièces précédentes, on ne sait rien de lui, mais une rumeur court qu'il serait un dieu. Dans le doute et pour ne pas l’offenser, Égisthe le laisse entrer dans la cour du palais. Ainsi, il est présent tout au long de la pièce. Il apporte des éclairages ou des commentaires sur l'action, ainsi que des digressions qui semblent parfois dénuées de sens. Il tient donc aussi le rôle du chœur antique, absent des tragédies modernes.

#### Le jardinier, une réinterprétation du laboureur d'Euripide
Ce personnage rappelle le paysan qui est marié avec Électre dans la pièce d'Euripide. Dans la pièce de Giraudoux, Égisthe lui a ordonné d'épouser Électre et la scène d'exposition se tient le soir de son mariage. En effet, le régent veut détourner la malédiction d'Électre sur une autre famille que celle des Atrides en la liant à celle du jardinier, cousin éloigné du président et d'Agathe. Mais le jardinier sera vite sorti de l'action par l'étranger, en réalité Oreste, qui lui fait comprendre qu'il n'a pas sa place ici pour épouser Électre. Entre les deux actes le jardinier, entre la fiction et la réalité car c'est l'entracte, va prononcer un lamento s'adressant directement au spectateur. Il sait que sa place n'était pas parmi ces puissants, mais l'ordre d'Égisthe lui avait fait espérer qu'il pourrait renverser les barrières. Son amour pour Électre a été cruellement déçu, mais il prononce tout de même un message d'espoir à travers la devise qu'il expose : « Joie et amour ». Giraudoux se sert de ce moment pour délivrer ses réflexions sur la tragédie.

#### Le couple burlesque du président et d'Agathe
Ces deux personnages plutôt normaux ne correspondent absolument pas aux canons des personnages tragiques. Représentant la bourgeoisie, ils apportent par leurs actions la gaieté. Le thème du mari cocu et de la jeune femme qui prend plusieurs amants est un poncif de la comédie. C'est Agathe qui, en révélant le nom d'un de ses amants (Égisthe) à son mari, permet à Électre de comprendre toute la vérité.

#### La mise en forme de la pièce
Cette pièce en deux actes est originale par son découpage temporel. Giraudoux, dans un respect presque parodique de la règle de l'unité de temps, a fait tenir l'action dans une soirée et une nuit.

#### Le thème de l'inceste
Le thème d’un amour incestueux entre Électre et Oreste est commun à plusieurs versions de l’histoire d’Électre au XXe siècle, dont Les Mouches de Sartre. Il a peut-être été inspiré par l'Œdipe d’André Gide.

## Personnages

### Personnages principaux
- Électre. Comme dit précédemment, elle est réellement le personnage central. Fille d'Agamemnon et de Clytemnestre, elle hait sa mère qui a tué son père avec l'aide de son amant Égisthe, lequel est désormais régent du trône. Elle attend la venue d'Oreste pour se venger, bien qu'au début elle ignore qui a tué son père.
- Oreste. Frère d'Électre, il a été exilé très jeune et revient vers sa famille en se montrant comme un simple étranger.
- Clytemnestre. Reine d'Argos, mère d'Électre et d'Oreste, veuve d'Agammemnon et amante d'Égisthe.
- Égisthe. Régent, il détient le pouvoir dans la cité d'Argos. La pièce commence sur les conséquences d'une de ses idées: marier Électre au jardinier et ainsi détourner les dieux de leurs vues sur la lignée des Atrides.
- Le président. Deuxième président du tribunal, il se soucie de sa tranquillité et s'oppose à Égisthe.
- Agathe. Femme du président, elle est jeune et jolie, et trompe son mari.
- Le jardinier. Futur époux d'Électre, il s'occupe du jardin du palais. Il appartient à la même famille que le président.
- Les Euménides. Petites filles au début de la pièce, elles grandissent de plusieurs années en quelques heures. Ce sont les déesses de la vengeance.
- Le mendiant. Personnage énigmatique : « Jamais on n'a vu de mendiant aussi parfait comme mendiant, aussi le bruit court que cela doit être un dieu. »
- La femme Narsès, amie du mendiant.

### Autres personnages
- Un jeune homme
- Un capitaine
- Des majordomes
- Un garçon d'honneur
- Un mendiant

## Distribution des rôles à la création
- Renée Devillers : Électre
- Gabrielle Dorziat : Clytemnestre
- Madeleine Ozeray : Agathe
- Raymone : la femme Narsès
- Marthe Herlin :Euménide
- Monique Mélinand : Euménide
- Denise Pezzani : Euménide
- Véra Pharès : Petite Euménide
- Nicole Munié-Berny : Petite Euménide
- Clairette Fournier : Petite Euménide
- Louis Jouvet : le mendiant
- Pierre Renoir : Égisthe
- Romain Bouquet : le président
- Paul Cambo : Oreste
- Alfred Adam : le jardinier
- Jean Deninx : le jeune homme
- Robert Bogar : le capitaine
- Maurice Castel : le garçon d'honneur
- Julien Barrot : majordome
- René Belloc : majordome
- André Moreau : un mendiant